# Maciej Trąbski
Maciej Trąbski (ur. 1974) – polski historyk, dr hab. nauk humanistycznych, profesor nadzwyczajny Instytutu Historii Wydziału Humanistycznego Uniwersytetu im. Jana Długosza w Częstochowie.

## Życiorys
18 kwietnia 2007 obronił pracę doktorską Kawaleria Królestwa Polskiego 1814/15 - 1830, 26 lutego 2014 habilitował się na podstawie oceny dorobku naukowego i pracy zatytułowanej Armia Wielskiego Księcia Konstantego. Wyszkolenie i dyscyplina Wojska Polskiego w latach 1815-1830. Objął funkcję profesora nadzwyczajnego w Instytucie Historii na Wydziale Humanistycznym Uniwersytetu Humanistycznego-Przyrodniczego im. Jana Długosza w Częstochowie.

## Publikacje
- 2005: (rec.) Robert W. Szwed, Działalność społeczna i polityczna biskupa krakowskiego Karola Skórkowskiego, Częstochowa 2003, ss. 297[2]
- 2008: Służba w kawalerii Królestwa Polskiego 1815 – 1830[2]
- 2010: Garnizony kawalerii armii Królestwa Polskiego w latach 1815–1830, na przykładzie Dywizji Strzelców Konnych[2]
- 2010: Na żołdzie Targowicy i carycy. Dzieje II Ukraińskiej Brygady Kawalerii Narodowej pomiędzy wojną 1792 roku a insurekcją kościuszkowską[1]
- 2012: Wyprawa generała Dwernickiego na Wołyń w 1831 roku[2]